# René Bader
René Bader (Basel, 7 de agosto de 1922 - 1995) foi um futebolista, treinador suíço  e dirigente esportivo do FC Basel.

## Carreira
Atuou como jogador de 1946 até 1952 quando encerrou a carreira. Fez parte do elenco da Suíça na Copa do Mundo FIFA de 1950.
Pela Seleção Suíça de Futebol atuou 22 jogos e marcou um gol no Estádio dos Eucaliptos, na vitória por 2-1 sobre o México.